# Had to Cry Today
Had to Cry Today – czwarty album studyjny amerykańskiego gitarzysty bules-rockowego Joego Bonamassy. Wydawnictwo ukazało się 24 sierpnia 2004 roku nakładem wytwórni muzycznej Provogue.

## Lista utworów
Opracowano na podstawie materiału źródłowego.
| Nr  | Tytuł utworu                    | Autorzy                    | Długość |
| --- | ------------------------------- | -------------------------- | ------- |
| 1.  | „Never Make Your Move Too Soon” | Stix Hooper, Will Jennings | 4:06    |
| 2.  | „Travellin' South”              | Gwendolyn Collins          | 3:50    |
| 3.  | „Junction 61”                   | Joe Bonamassa              | 0:48    |
| 4.  | „Reconsider Baby”               | Lowell Fulson              | 6:51    |
| 5.  | „Around the Bend”               | Bonamassa, Jennings        | 5:11    |
| 6.  | „Revenge of the 10 Gallon Hat”  | Bonamassa                  | 2:54    |
| 7.  | „When She Dances”               | Bonamassa, Jennings        | 4:53    |
| 8.  | „Had to Cry Today”              | Steve Winwood              | 6:49    |
| 9.  | „The River”                     | Bonamassa, Bob Held        | 5:30    |
| 10. | „When the Sun Goes Down”        | Bonamassa, Jennings        | 2:44    |
| 11. | „Faux Mantini”                  | Bonamassa                  | 2:26    |
|     |                                 |                            | 46:02   |